# مانابو اوهاشي
مانابو اوهاشي (باليابانية: 大橋学) هو رسام رسوم متحركة ومصمم شخصيات ياباني.

## أعماله

### مسلسلات
- الفتى استرو (1965) - تحريك.
- سايبورغ 009 (1967) - الرسوم المتحركة.
- أبطال السباق (1967-1968) - الرسوم المتحركة.
- Sally the Witch (1967) - الرسوم المتحركة.
- Star of the Giants (1968-1971) - تحريك.
- Akane-chan (1968) - الرسوم المتحركة.
- Himitsu no Akko-chan (1969) - الرسوم المتحركة.
- مومين (1969-1970) - تحريك.
- Attack No. 1 (1969-1971)- تحريك.
- الفتى برهان (1969-1970) - الرسوم المتحركة.
- Inakappe Taishō (1970) - الرسوم المتحركة.
- アパッチ野球軍 (1971) - الرسوم المتحركة.
- الضفدع ننوس (1972) - الرسوم المتحركة.
- Jungle Kurobe (1973) - الرسوم المتحركة.
- مغامرات جامبا (1975) - الرسوم المتحركة.
- 元祖天才バカボン (1975-1977) - الرسوم المتحركة.
- حكايات عالمية (1976-1979) - تصميم الشخصيات، رسام.
- ريمي الفتى الشريد (1977) - الرسوم المتحركة، مساعد مخرج الرسوم المتحركة.
- جزيرة الكنز (1978) - الرسوم المتحركة، أغنية البداية والنهاية.
- جو البطل (1980) - الرسوم المتحركة.
- مغامرات نيلز (1980) - الرسوم المتحركة.
- أخي العزيز (1991)
- Sailor Moon (1992) - الرسوم المتحركة لاغنية النهاية.
- Otogi Zoshi (2004) - الرسوم المتحركة.
- Phoenix (2004) - الرسوم المتحركة.
- Black Jack (2005) - الرسوم المتحركة.
- رحلة بورفي الطويلة (2007) - الرسوم المتحركة.
- حكايات آن (2009) - الرسوم المتحركة، مخرج الرسوم المتحركة.
- محققو الحيوانات (2009) - الرسوم المتحركة لاغنية البداية.
- غزو! فتاة الحبار (2010) - الرسوم المتحركة.
- Tamayura (2011) - مشرف الرسوم.

### أفلام
- بلادونا من الحزن (1971) - تحريك.